# Miguel Facchiano
Miguel Facchiano, né le 17 septembre 1984 à Arroyo Seco, en Argentine, est un auteur-compositeur-interprète argentin.

## Biographie
Chanteur, auteur, compositeur et producteur de musique, Miguel Facchiano a été formé très jeune à la guitare, au chant et aux arts humoristiques. Il a travaillé à la radio et à la télévision. En plus de participer à des spectacles de théâtre en Argentine et en France, il fait ses études dans les écoles et studios de musique les plus reconnus du pays : Escuela Valeria Lynch / Centro Cultural Guillermo Furlong / Concervatorio Nacional de Musica Lopez Buchardo (en). 
En 2007, il crée Los Moraos, un spectacle de rumba flamenca, adaptant des chansons d'Andrés Calamaro, Joaquín Sabina, Joan Manuel Serrat entre autres.
De 2010 à 2012, il travaille en tant qu'auteur et compositeur pour des artistes de la maison de disques BMG.
En 2013, il est engagé dans le spectacle théâtral Extinguidas à Ciudad de las artes à Buenos Aires sous la direction de Jose Maria Muscari (es).
Entre 2012 et 2015, il s'installe au Brésil et forme le groupe de musique latine Os Sudakasavec Gustavo Seco et Lucas Rodriguez. Le groupe réalise plus de trois cents spectacles dans ce pays et une tournée européenne en 2016. Ses représentations sont remarquées à Barcelone, Castell de Fels, Cambril et Sitges.
En 2015, il déménage en France, à Paris et crée le spectacle expérimental Dans le noir, avec Sebastian Galeota. Le spectacle est conçu pour un petit public et complètement dans le noir. Il est présenté dans l'étude City 27.
En 2016, il a été invité à l'UNESCO à Paris dans le cadre des cent ans de Samba. Pour son travail de diffusion de musique latino-américaine avec son groupe Os Sudakas. 
2017 signe son premier contrat d'enregistrement pour commencer sa carrière solo avec le label CD Baby - Sony Music - Epic Records. Cette même année, son premier album Triptico a été publié. 
Et en 2018 met en scène Almodovar, les chansons de ses film, en compilant la bande originale des films du réalisateur  Pedro Almodovar. Ce même spectacle a été présenté à Las Fiestas de Blanca Li.Réalisé par la chorégraphe et actrice espagnole Blanca Li.
Et en 2019 le deuxième À poil. Produit par Alejandro Tomsic. Se démarquer des chansons comme Ahora, Filosofia Milenaria et El Humahuaqueño. 
En 2022, il fait partie du casting du film Notre Dame Brûle.  Du réalisateur oscarisé Jean-Jacques Annaud.  
2023 sort son nouveau single "Dueño de Mi". Une adaptation espagnole d'une chanson brésilienne du chanteuse IZA .Version produite par l'artiste.  

## Discographie
- 2017 : Triptico
- 2019 : À poil
- 2023 : Dueño de Mi

## Filmographie
- 2016 : Sausade de Yacine Nekrouf
- 2018 : Magnolia de Jose Extremera
- 2022 : Notre-Dame brûle de Jean-Jacques Annaud
- 2022 : Emily in Paris (saison 3) créé par Darren Star

## Radio
- 2017 : Radio show Chamuyo Latino, Avec la participation especial de Analía Ramos G.